# Elezioni presidenziali in Cile del 1938
Le elezioni presidenziali in Cile del 1938 si tennero il 30 ottobre. Esse videro la vittoria di Pedro Aguirre Cerda del Partito Radicale del Cile, che divenne Presidente.

## Risultati
| Candidati                | Partiti                   | Voti    | %     |
| ------------------------ | ------------------------- | ------- | ----- |
| Pedro Aguirre Cerda      | Partito Radicale del Cile | 222 720 | 50,45 |
| Gustavo Ross Santa María | Partito Liberale          | 218 609 | 49,52 |
| Carlos Ibáñez del Campo  | Alleanza Popolare Libertà | 112     | 0,03  |
| Totale                   | Totale                    | 441 441 | 100   |